# Lina Queyroi
Lina Queyroi (Limoges, 18 maggio 2001) è una rugbista a 15 francese, tre quarti centro del Blagnac.

## Biografia
Originaria della Dordogna, si è formata nel suo paese d'origine, Payzac, e in seguito si è perfezionata alla scuola di rugby a Saint-Yrieix-la-Perche.
Dal 2016 a Blagnac, debuttò in prima squadra nel 2019 non appena lo staff tecnico ne intravvide le potenzialità in termini di tecnica e velocità.
Il 3 settembre 2022 ha esordito in nazionale a Nizza in occasione di un test match contro l'Italia e ha ricevuto la convocazione alla Coppa del Mondo 2021, in programma in Nuova Zelanda tra ottobre e novembre 2022.